# Calliostoma barbouri
Calliostoma barbouri is een slakkensoort uit de familie van de Calliostomatidae. De wetenschappelijke naam van de soort is voor het eerst geldig gepubliceerd in 1946 door Clench & Aguayo.